# 吳阿民
吳阿民（1938年6月10日—），台湾前田径运动员。曾代表中華民國参與1964年夏季奥林匹克运动会和1968年夏季奥林匹克运动会的十項全能競赛。